# Ludovic-François Douillard
Ludovic-François Douillard est un architecte et prêtre nantais né le 7 février 1823 à Nantes et mort le 6 décembre 1896 à Nantes (2e canton).

## Biographie
Ludovic-François Douillard est le fils de Louis-Prudent Douillard et le petit-neveu de Mathurin Crucy.
Élève de Blouet en 1842, il fait l'École des beaux-arts en 1848.
Associé avec son frère cadet Lucien, il obtient le second grand prix de Rome en architecture en 1852, fonde un atelier d'architecture à l'École des beaux-arts en 1860, puis un second en 1875.
Ordonné prêtre en 1867, l'abbé Ludovic-François Douillard fut aumônier de l'Abbaye-aux-Bois.

## Œuvres
Il réalise de nombreux bâtiments avec son frère Lucien, dont l'église Saint-Louis de Paimbœuf